# نیروگاه بادی مک‌آرتور
نیروگاه بادی مک‌آرتور (انگلیسی: Macarthur Wind Farm) یک نیروگاه بادی است که به فاصله ۲۶۰ کیلومتر از سمت غرب ملبورن، در حوالی شهرک مک‌آرتور، ویکتوریا نزدیک شهر همیلتون قرار دارد. این نیروگاه در زمینی به مساحت ۵٬۵۰۰ هکتار نصب شده‌است و دارای ظرفیت نامی ۴۲۰ مگاوات است. با احتساب ضریب ظرفیت تقریبی ۳۵ درصد، برآورد شده که میانگین تولید برق حدود ۱٬۲۵۰ گیگاوات ساعت در سال باشد. ضریب ظرفیت واقعی این نیروگاه، با میانگین رخداده ۲۶٫۲۹ درصد از سال ۲۰۱۳، بسیار کمتر از ضریب ظرفیت پیش‌بینی شده می‌باشد.
نیروگاه بادی مک‌آرتور بزرگ‌ترین نیروگاه بادی در نیمکره جنوبی است که با احتساب ضریب ظرفیت ۳۵ درصد، برق مورد نیاز ۲۲۰٬۰۰۰ خانه را تأمین نموده و از انتشار ۱٫۷ میلیون تن گاز گلخانه‌ای در سال جلوگیری می‌کند. نیروگاه دارای ۱۴۰ عدد توربین بادی مدل وستاس وی۱۱۲–۳مگاوات (Vestas V112-3.0MW) ساخت دانمارک می‌باشد.
هزینه ایجاد نیروگاه حدود ۱ بیلیون دلار استرالیا بود و در ماه ژانویه ۲۰۱۳ به‌طور کامل عملیاتی گردید.